# Zillebekevijver
De Zillebekevijver is een vijver in het Belgische dorp Zillebeke. De vijver is 28 hectare groot en ligt net ten westen van het dorpscentrum. De vijver ontstond in de 13de eeuw, toen voor drinkwater, de lakennijverheid en het voeden van de stadsgrachten een aantal vijvers werd aangelegd rond de stad Ieper. In 1217 werden zo vijf vijvers vermeld, waaraan later nog aanpassingen gebeurden. Door afdamming van de vallei van de Zillebeek werd de Zillebekevijver gevormd, die rond 1295 ongeveer zijn huidige vorm kreeg. Naast deze vijver zijn ook nog de Dikkebusvijver en Bellewaerdevijver bewaard gebleven. Tijdens de Eerste Wereldoorlog lag de vijver vlak tegen de frontlijn van de Ieperboog. Tegenwoordig dient de vijver voor de productie van oppervlaktewater en is het een natuurlandschap dat ook wordt gebruikt voor recreatie.